# 3-(4-羟甲基苯甲酰基)-1-戊基吲哚
3-(4-羟甲基苯甲酰基)-1-戊基吲哚，分子式C
21H
23NO
2，属于苯甲酰基吲哚类大麻素，2010年由欧洲刑警组织等执法机构在黑市上发现。